# Ionomero

Uno Ionomero è un polimero in cui una parte significativa, ma non superiore al 15%, della macromolecola è composta da monomeri ionizzabili oppure ionici. 
Questi gruppi funzionali ionici fanno parte di sostituenti legati covalentemente alla catena polimerica . Alcune applicazioni commerciali per gli ionomeri includono: membrane semipermeabili, resine a scambio ionico per l'addolcimento dell'acqua e catalizzatori per reazioni chimiche.
Le proprietà chimico-fisiche tipiche di uno ionomero sono : bassa conduttività elettrica ma alta conducibilità ionica, aumento della viscosità della soluzione ionomerica con l'aumento della temperatura. Al contrario dei polielettroliti gli ionomeri non sono solubili in acqua: la catena polimerica non polare è energeticamente incompatibile con i gruppi ionici polari. Di conseguenza, i gruppi ionici nella maggior parte degli ionomeri subiranno una separazione di fase, andando a formare domini ricchi di ioni. . 
Alcuni esempi comuni di ionomeri sono il polistirene solfonato, il Nafion, l'Hycar, il Surlyn e l'Aquivion PFSA. 
Gli ionomeri vengono classificati in base al tipo di gruppo funzionale in anionici e cationici. In particolare gli ionomeri che possiedono gruppi funzionali carichi negativamente vengono utilizzati in applicazioni a scambio cationico mentre gli ionomeri che aventi gruppi funzionali carichi positivamente vengono utilizzati in applicazioni a scambio anionico.
- scambio cationico

R-SO3H + Na+ -> RSO3Na + H+
- scambio anionico

R-NH3OH + Cl- -> RNH3Cl + OH-
A parità di gruppo funzionale gli ionomeri vengono classificati in base alla massima capacità teorica di scambiare ioni ovvero in base al peso equivalente (la quantità di massa di ionomero, espressa in grammi, in grado di fornire o consumare una mole di ioni).